# Cédric Zesiger
Cédric Zesiger (24 juni 1998, Meyriez) is een Zwitsers voetballer die als verdediger speelt. Zesiger verruilde in de zomer van 2023 BSC Young Boys voor VfL Wolfsburg. Hij is sinds 2021 international van het Zwitsers voetbalelftal.

## Carrière

### Neuchâtel Xamax
Zesiger begon met voetballen bij Neuchâtel Xamax waarvoor hij in juli 2015 zijn debuut maakte tegen FC Schaffhausen. Neuchâtel verloor de Challenge League-wedstrijd met 2-1. Op 16 augustus scoorde hij in de bekerwedstrijd tegen Brühl St. Gallen als linksback zijn eerste treffer in het profvoetbal. Hij speelde in totaal 27 wedstrijden voor de tweededivisonist, waarin het tweede werd en promotie misliep.

### Grasshoppers
Na één seizoen voor Neuchâtel gespeeld te hebben maakte Zesiger een transfer naar Grasshopper Club Zürich, de Zwitserse recordkampioen. Daar maakte hij op 17 september tegen FC Seuzach zijn debuut voor de club. Acht dagen later debuteerde hij in de Super League tegen FC Vaduz (2-1 winst). Op 21 oktober 2017 scoorde hij tegen FC Zürich zijn eerste doelpunt voor Grasshoppers. Hij speelde drie seizoenen bij Grasshoppers maar was nooit onbetwist basisspeler. Hij speelde 53 wedstrijden voor Grasshoppers en was daarin goed voor twee goals en twee assists.

### Young Boys
In de zomer van 2019 tekende Zesiger bij regerend landskampioen BSC Young Boys. Op 21 juli debuteerde hij tegen Servette. Hij maakte zijn debuut in de Europa League, waar hij in een poule zat met FC Porto, Rangers en Feyenoord. Op 10 november scoorde hij tweemaal in een 4-3 overwinning op FC St. Gallen. Het waren zijn eerste en enige treffers voor Young Boys dat seizoen. Bij Young Boys won Zesiger in zijn eerste seizoen meteen de dubbel waardoor ze UEFA Champions League-kwalificatie mochten spelen. 
Door hier te verliezen kwam Young Boys in het seizoen 2020/21 uit in de UEFA Europa League. Daar werd het tweede in een poule met AS Roma, CFR Cluj en CSKA Sofia. Vervolgens versloeg het in de tussenronde Bayer Leverkusen over twee wedstrijden, maar werd het in de achtste finales uitgeschakeld door Ajax. In eigen land wist Young Boys dat jaar wel zijn titel te verlengen. Nadat Zesiger met Young Boys derde werd in het seizoen 2021/22, werd hij het jaar erna voor de derde keer kampioen van Zwitserland. Hij speelde dat seizoen liefst 41 wedstrijden, wat zijn totaalaantal bracht op 140 wedstrijden, zes goals en zes assists.

### VfL Wolfsburg
In de zomer van 2023 verdiende Zesiger een buitenlandse transfer naar VfL Wolfsburg. De Duitse ploeg betaalde circa €5.000.000,- voor hem. Daar maakte hij op 13 augustus tegen TuS Makkabi in de DFB-Pokal zijn debuut. Een week later debuteerde hij tegen 1. FC Heidenheim 1846 in de Bundesliga. Zesiger speelde 23 competitiewedstrijden, terwijl Wolfsburg teleurstellend twaalfde eindigde. 

## Clubstatistieken
| Seizoen         | Club            | Competitie       | Competitie | Competitie | Beker | Beker | Internationaal | Internationaal | Totaal | Totaal |
| Seizoen         | Club            | Competitie       | Wed.       | Dlp.       | Wed.  | Dlp.  | Wed.           | Dlp.           | Wed.   | Dlp.   |
| --------------- | --------------- | ---------------- | ---------- | ---------- | ----- | ----- | -------------- | -------------- | ------ | ------ |
| 2015/16         | Neuchâtel Xamax | Challenge League | 26         | 0          | 1     | 1     | –              | –              | 27     | 1      |
| 2016/17         | Neuchâtel Xamax | Challenge League | 6          | 0          | 1     | 0     | –              | –              | 7      | 0      |
| 2016/17         | Grasshoppers    | Super League     | 7          | 0          | 2     | 0     | –              | –              | 9      | 0      |
| 2017/18         | Grasshoppers    | Super League     | 18         | 1          | 3     | 0     | –              | –              | 21     | 1      |
| 2018/19         | Grasshoppers    | Super League     | 21         | 1          | 2     | 0     | –              | –              | 23     | 1      |
| 2019/20         | Young Boys      | Super League     | 23         | 2          | 5     | 0     | 7              | 0              | 35     | 2      |
| 2020/21         | Young Boys      | Super League     | 28         | 0          | 0     | 0     | 7              | 0              | 35     | 0      |
| 2021/22         | Young Boys      | Super League     | 20         | 0          | 2     | 1     | 7              | 1              | 29     | 2      |
| 2022/23         | Young Boys      | Super League     | 31         | 2          | 5     | 0     | 5              | 0              | 41     | 2      |
| 2023/24         | VfL Wolfsburg   | Bundesliga       | 23         | 0          | 3     | 0     | –              | –              | 26     | 0      |
| Carrière totaal | Carrière totaal | Carrière totaal  | 410        | 37         | 40    | 3     | 42             | 3              | 492    | 43     |

Bijgewerkt tot en met 23 juni 2024.

## Interlandcarrière
Op 1 september 2021 maakte Zesiger zijn debuut voor de Zwitserse nationale ploeg. Dit deed hij in een oefeninterland tegen Griekenland die met 2-1 gewonnen werd.
Eerder dat jaar speelde hij met Zwitserland onder 21 het EK onder 21. Zwitserland zat in een zware poule met Engeland, Kroatië en Portugal. Zesiger speelde 2 van de 3 matchen, de eerste wedstrijd tegen Engeland werd verrassend met 0-1 gewonnen. De tweede wedstrijd tegen Kroatië ging met 3-2 verloren en de laatste wedstrijd van de Zwitsers (waarin Zesiger geen speelminuten kreeg) werd met 0-3 verloren. Zo zat het EK er vroegtijdig op voor Zwitserland.
In 2019 debuteerde Zesiger in het Zwitsers elftal, onder bondscoach Murat Yakin. Hij werd op 7 juni 2024 opgenomen in de definitieve Zwitserse selectie voor het EK 2024. Zwitserland overleefde ongeslagen een groep met Hongarije, Schotland en Duitsland en won in de achtste finales van Italië (2–0), voordat het in de kwartfinales op strafschoppen werd uitgeschakeld door Engeland. Zesiger kwam op het toernooi niet in actie.

## Erelijst
| Zwitsers kampioen      | 3x | 2019/20, 2020/21, 2022/23 |
| Zwitserse voetbalbeker | 2x | 2019/20, 2022/23          |

1 Grabara ·
2 Fischer ·
3 Bornauw ·
4 Koulierakis ·
5 Zesiger ·
6 Vranckx ·
9 Amoura ·
10 Nmecha ·
11 Tomás ·
12 Pervan ·
13 Rogério ·
14 Białek ·
16 Kamiński ·
17 Behrens ·
18 Vavro ·
19 Majer ·
20 Baku ·
21 Mæhle ·
22 Angely ·
23 Wind ·
24 Dárdai ·
27 Arnold  ·
29 Müller ·
30 Klinger ·
31 Gerhardt ·
32 Svanberg ·
39 Wimmer ·
40 Paredes ·
Coach: Hasenhüttl
1 Sommer ·
2 Stergiou ·
3 Widmer ·
4 Elvedi ·
5 Akanji ·
6 Zakaria ·
7 Embolo ·
8 Freuler ·
9 Okafor ·
10 Xhaka  ·
11 Steffen ·
12 Mvogo ·
13 Rodríguez ·
14 Zuber ·
15 Zesiger ·
16 Sierro ·
17 Vargas ·
18 Duah ·
19 Ndoye ·
20 Aebischer ·
21 Kobel ·
22 Schär ·
23 Shaqiri ·
24 Jashari ·
25 Amdouni ·
26 Rieder ·
Coach: Yakin